# Rotköpfiger Feuerkäfer
Der Rotköpfige Feuerkäfer (Pyrochroa serraticornis) ist ein Käfer aus der Familie der Feuerkäfer (Pyrochroidae).

## Merkmale
Die Käfer werden 10 bis 14 Millimeter lang und sind damit etwas kleiner als die ähnlichen Scharlachroten Feuerkäfer. Der Halsschild, die Deckflügel, aber im Gegensatz zur ähnlichen Art auch der Kopf sind rot gefärbt. Der übrige Körper ist schwarz.

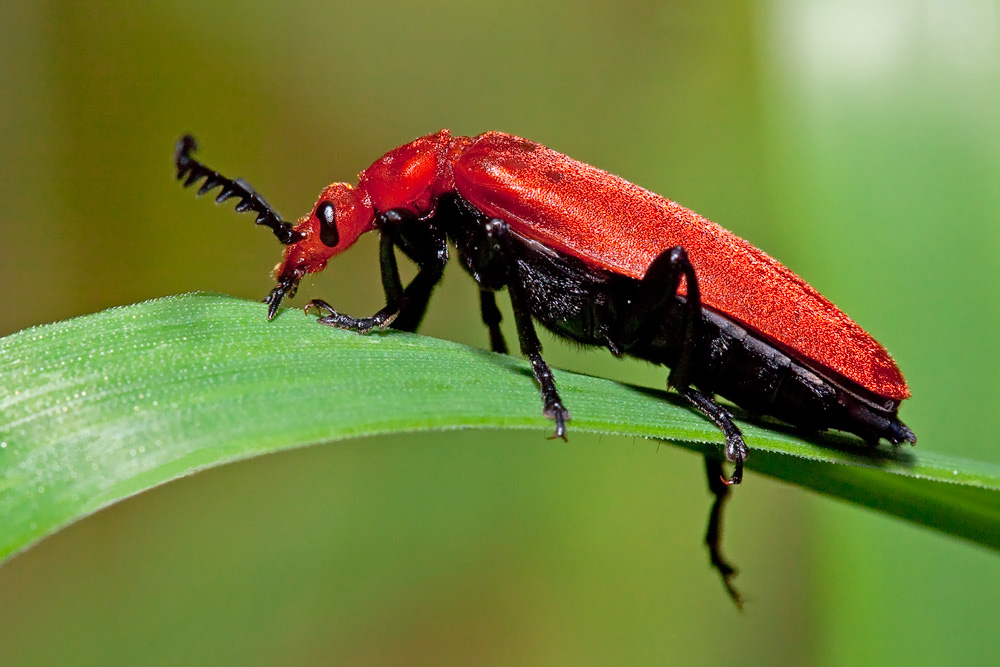
Rotköpfiger Feuerkäfer

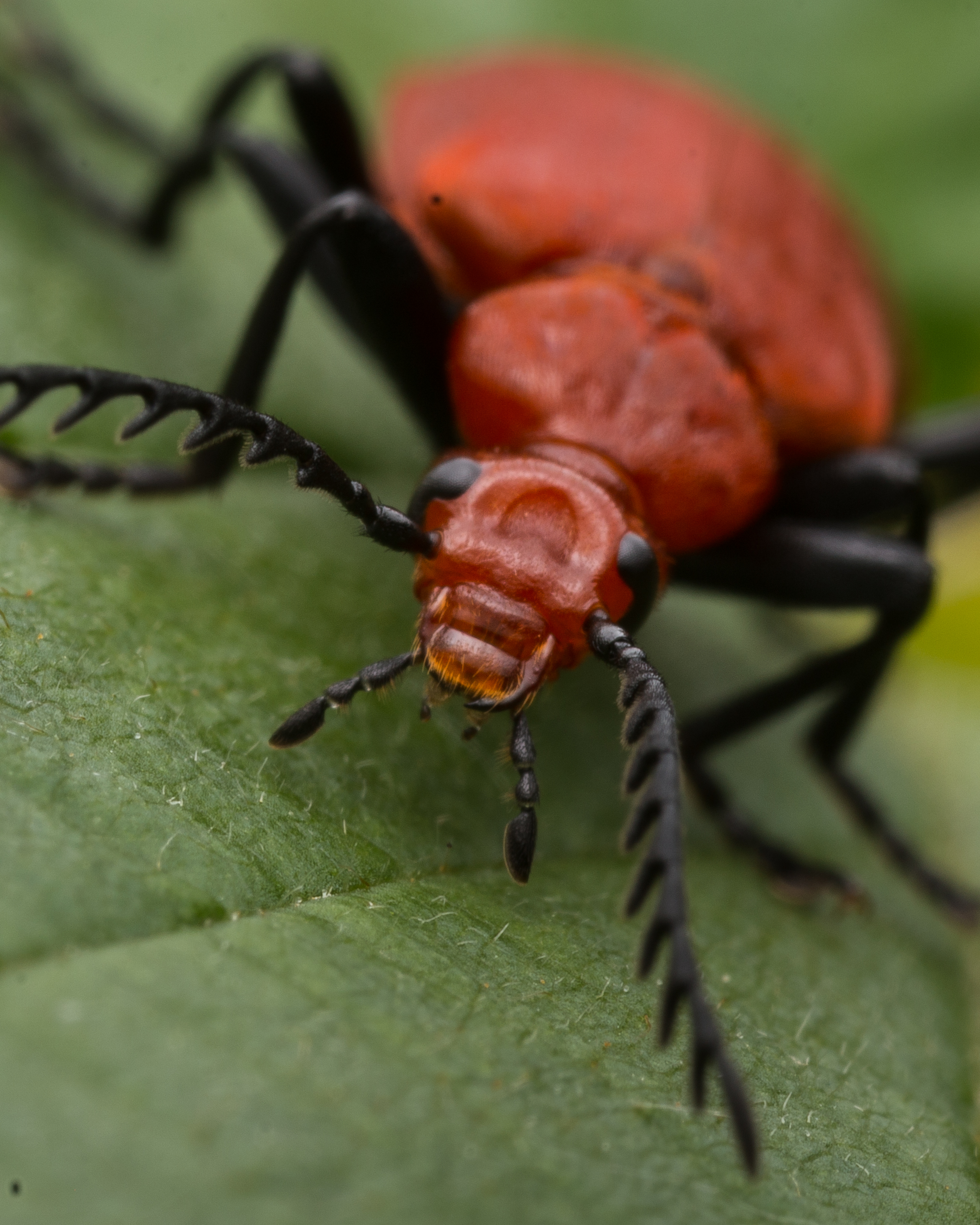
Rotköpfiger Feuerkäfer

### Ähnliche Arten
- Scharlachroter Feuerkäfer (Pyrochroa coccinea)

## Vorkommen
Die Tiere kommen vor allem in Mitteleuropa, aber auch in anderen gemäßigten Bereichen von Europa vor. Man findet sie an Waldrändern und Lichtungen. Sie fliegen von Mai bis Juni und sind deutlich seltener als die Scharlachroten Feuerkäfer.

## Lebensweise
Die Larven leben unter der Rinde von Laubbäumen und ernähren sich räuberisch von Insektenlarven, aber auch von eigenen Artgenossen.